# Новомогильне (заповідне урочище)
Новомогильне — заповідне урочище місцевого значення. Об'єкт розташований на території Петрівського району Кіровоградської області.
Площа — 205 га, статус отриманий у 1991 році.